# Nightingale Corona
Nightingale Corona es una corona que se encuentra en el planeta Venus. Latitud 63,6° Norte, Longitud 129,5° Este. Tiene un diámetro de 471 kilómetros y es la 35ª corona más grande de Venus.
Lleva el nombre de Florence Nightingale, una enfermera inglesa. Coronae recibe el nombre convencional de diosas: sin embargo, cuando se descubrió por primera vez, se pensó que era un cráter y se nombró en consecuencia. Fue en 1983 cuando fue observado de cerca por el equipo de imágenes de radar a bordo de las naves espaciales Venera 15 y Venera 16, que su verdadera naturaleza se hizo evidente.
A diferencia de la circular Aramaiti Corona, la formación Nightingale es más elíptica y de forma irregular.